# Flaga Ukraińskiej SRR
Flaga Ukraińskiej Socjalistycznej Republiki Radzieckiej w opisanej wersji została przyjęta 21 listopada 1949 r.
Dominującym kolorem flagi była czerwień – barwa flagi ZSRR. Kolor ten od czasów Komuny Paryskiej był symbolem ruchu komunistycznego i robotniczego, jako nawiązanie do przelanej przez robotników krwi.
Flaga w górnej części, nieco po lewej stronie (ale nie w rogu, jak wszystkie inne flagi radzieckich republik) zawierała wizerunek złotego sierpa i młota oraz umieszczoną nad nimi czerwoną pięcioramienną gwiazdę w złotym obramowaniu. Sierp i młot symbolizowały sojusz robotniczo-chłopski, a czerwona gwiazda – przyszłe, spodziewane zwycięstwo komunizmu we wszystkich pięciu częściach świata. Ponadto przez takie umieszczenie symboli flaga nawiązywała graficznie do flagi ZSRR.
Po odzyskaniu niepodległości przez Ukrainę flagę Ukraińskiej SRR zastąpiono flagą narodową, nawiązującą kolorystycznie do tradycyjnych ukraińskich barw narodowych.

## Poprzednie wersje flagi Ukraińskiej SRR
Pierwsza flaga radzieckiej Ukrainy z 1923 r. była cała barwy czerwonej, a w jej lewym górnym rogu umieszczony był złoty napis cyrylicą, zawierający skróconą nazwę kraju w języku ukraińskim – У.C.P.P.

W roku 1927 kształt napisu został zmieniony.
W 1937 przyjęto inny wzorzec flagi. Odtąd, aż do 1949 była ona również czerwona, ale w lewym górnym rogu umieszczony był złoty sierp i młot, a pod nim skrót od nazwy kraju w języku ukraińskim – УPCP (od Українська Радянська Соціалістична Республіка). Skrócona nazwa Ukraińskiej SRR miała inną postać niż na fladze w latach 1927–1937, co związane było z reformami języka ukraińskiego.

Flaga Ukraińskiej SRR z lat 1923–1927
Flaga Ukraińskiej SRR z lat 1927–1937
Flaga Ukraińskiej SRR z lat 1937–1949